# Nancy Bell-Johnstone
Nancy Rebecca Bell-Johnstone (* 22. Oktober 1959 in New York City) ist eine ehemalige amerikanische Biathletin.
Nancy Bells internationale Karriere umfasste wenige Jahre vor und nach dem Jahr 1990. Bei den aus Witterungsbedingungen nach dem Beginn aus Minsk an den Holmenkollen nach Oslo verlegten Biathlon-Weltmeisterschaften 1990 belegte sie im Einzel den 36. und im Sprint den 26. Platz. Im Mannschaftswettbewerb verpasste sie an der Seite von Patrice Anderson, Joan Miller Smith und Anna Sonnerup als Viertplatzierte nur um einen Rang eine Medaille. Nach dem Silbermedaillengewinn durch Josh Thompson 1987 und dem Gewinn der Bronzemedaille der Frauenstaffel bei der ersten Frauen-WM 1984 war es der größte internationale Erfolg für den US-Biathlonsport. Im Jahr darauf konnte sie bei den Nordamerikameisterschaften einen Titel gewinnen. Höhepunkt und Abschluss der Karriere wurden die Olympischen Winterspiele 1992 in Albertville, bei denen erstmals auch Biathlon für Frauen auf dem Programm stand. Bell-Johnstone kam hier in allen drei Rennen zum Einsatz. Im Sprint wurde sie 44., im Einzel 34. und an der Seite von Smith und Mary Ostergren im Staffelrennen 15.
Nach ihrer aktiven Karriere betreibt Bell-Johnstone mit ihrem Ehemann, dem früheren Nordischen Kombinierer Hans Johnstone eine Alpinisten-Pension in Jackson Hole. Die Ehepartner sind beide passionierte Alpinisten und Kletterer.

## Biathlon-Weltcup-Platzierungen
Die Tabelle zeigt alle Platzierungen (je nach Austragungsjahr einschließlich Olympische Spiele und Weltmeisterschaften).
- 1.–3. Platz: Anzahl der Podiumsplatzierungen
- Top 10: Anzahl der Platzierungen unter den ersten zehn (einschließlich Podium)
- Punkteränge: Anzahl der Platzierungen innerhalb der Punkteränge (einschließlich Podium und Top 10)
- Starts: Anzahl gelaufener Rennen in der jeweiligen Disziplin
- Staffel: inklusive Mixed-Staffel

| Platzierung                                             | Einzel | Sprint | Verfolgung | Massenstart | Team | Staffel | Gesamt |
| ------------------------------------------------------- | ------ | ------ | ---------- | ----------- | ---- | ------- | ------ |
| 1. Platz                                                |        |        |            |             |      |         |        |
| 2. Platz                                                |        |        |            |             |      |         |        |
| 3. Platz                                                |        |        |            |             |      |         |        |
| Top 10                                                  |        |        |            |             | 1    |         | 1      |
| Punkteränge                                             |        |        |            |             | 1    | 1       | 2      |
| Starts                                                  | 2      | 2      |            |             | 1    | 1       | 6      |
| Stand: Karriereende, Daten nur fragmentarisch vorhanden |        |        |            |             |      |         |        |